# Джордана, Марио
Марио Джордана (итал. Mario Giordana; род. 16 января 1942, Бардже, королевство Италия) — итальянский прелат и ватиканский дипломат. Титулярный архиепископ Миноры с 27 апреля 2004. Апостольский нунций на Гаити с 27 апреля 2004 по 15 марта 2008. Апостольский нунций в Словакии с 15 марта 2008 по 1 апреля 2017.